# 畳語
畳語（じょうご）とは、単語またはその一部をなす形態素などの単位を反復して作られた単語をいい、合成語の一種である。畳語を形成することを重畳（ちょうじょう）または重複（ちょうふく）ともいう。
次のような俗語的表現として用いられる畳語は世界の言語で見られる。
- 幼児語（「おめめ」）や、それに類する愛称（「タンタン」）など
- オノマトペ（「ガタガタ」）
- 強調（「とってもとっても」）（「ながなが」）（「ゆるゆる」）
- 呼びかけ（「おいおい」「こっちこっち」）

言語によっては、畳語がこれ以外にも様々な文法的機能を持つことがある。

## 形式
ある単位の全体を反復する「完全畳語」、一部を反復する「部分畳語」、また含まれる子音や母音に変化をつけて反復する「音交替的畳語」に分けられる。

## 各言語

### 日本語
日本語では上に挙げたほかに、次のような機能をもった畳語がある。
- 名詞の複数を表す：「山々」「人々（ひとびと）」「国々（くにぐに）」「村々」「星々（ほしぼし）」「我々」「神々（かみがみ）」「日々（ひび）」「一人々々（ひとりびとり）」「交代々々（こうたいごうたい）」
- 副詞的表現：「時々（ときどき）」「更々（さらさら）」「高々（たかだか）」「寒々（さむざむ）」「返す返す（かえすがえす）」「見る見る（みるみる）」「ますます」「飛び飛び（とびとび）」「食べ食べ」

名詞の複数を表す畳語は少数の語に限られ、「山々」はあっても、「*岡々」のような言い方はできない。
「出る本出る本（がベストセラーになる）」「行くところ行くところ（大歓迎を受ける）」のように名詞句が畳語となることも珍しくない。
「地域地域、時代時代で風習が異なる」「一人一人の自覚を待つ」などのように、単なる複数ではなく、個別性を表すこともある。
副詞的表現には、名詞（「時々」）、副詞（「さらに」を重ねた「更々」）、形容詞の語幹または語根（「寒々」「白々(しらじら)」）、漢字音（「揚々」）、また動詞に由来するものなどがある。動詞については終止形によるもの（「返す返す」など、あまり多くはなく慣用句的）と連用形によるもの（「食べ食べ」は「食べながら」という接続助詞の代わりという文法機能を持つ）がある。
名詞の畳語に「する」を加えた動詞（「子供子供した人」「官僚官僚していない」）は、そのものが表す典型的性質をもつ、といった意味となる。形容詞の部分畳語では「すがすがしい」「あらあらしい」など畳語に「しい」を加えたものがある。
動詞の連用形によるもの以外は、「ひとびと」のように連濁が起きることがある。
なお、動詞には「つづく」「とどく」「ひびく」のように部分畳語と思われるものが多く、古くこのような造語法があったかもしれない（「たたく」など一部はオノマトペアかもしれない）。
繰り返される形態素が漢字1文字の場合、2文字目は「々」で略記される。かつては、その他の場合にもさまざまな踊り字が使われたが、現在はほとんど使われない。

### 中国語
中国語の擬音語・擬態語には畳語が多い。この中には完全畳語と音交替的畳語の双方がある。音交替的畳語には声母（音節頭子音）を同じくする「双声語」と韻母（主母音＋音節末子音）を同じくする「畳韻語」の2種がある。
- 完全畳語：「呱呱 guāguā」（カラスやかえるの鳴き声）「嘩嘩 huāhuā」（雨のざあざあ降る音）
- 双声語：「叮当 dīngdāng」（金属や磁器のぶつかる音）「忐忑 tǎntè」（気が気でない様子）
- 畳韻語：「咕噜 gūlū」（空腹でおなかが鳴る音）「轟隆 hōnglōng」（雷や爆発の音）

現在口語では使われない古典漢文の語彙の中にも擬音語・擬態語に由来すると考えられる畳語があるが、現在使われる場合には擬音・擬態的な語感は薄れている。
- 「霹靂 pīlì」（霹靂）
- 「矍鑠 juéshuò」（矍鑠 カクシャク。中古音ではどちらも入声であり、畳韻語であった）

このほか、形容詞を畳語化することによって意味の描写性を高める強調用法がある。（しばしば副詞に転用される）
- 「好」（よい）　→「好好儿（的／地）」（よい、元気だ、ぴんぴんしている、しっかりと）
- 「熱鬧」（にぎやかだ）→「熱熱鬧鬧」（わいわいにぎやかな）

また、一部の1音節名詞を重畳すると「すべての」という意味になることがある。
- 「人人」（すべての人、みんな。≠人々）
- 「家家」（すべての家。≠家々）

なお、動詞を2回重ねて「ちょっと～する」という意味を表す用法（「看看（ちょっと見る）」「考虑考虑（検討してみる）」など）は、厳密には畳語ではなく、動作量を表す補語の量詞に動詞そのものを転用した形式の省略形である。（「看一看（一回見る）」→「看看」）

### インドネシア語
マライ・ポリネシア語族では文法的機能を持った重畳が多く用いられるが、最もよく知られるのはインドネシア語で複数を表すものである。たとえば「Orang」（人）が「Orang-orang」（人々）になる。この方法は日本語とは違って多くの名詞に適用でき、たとえば、外来語である「Sekolah」（学校）も「Sekolah-sekolah」という複数形にできる。

### インド・ヨーロッパ語族
インド・ヨーロッパ語族ではあまり畳語を使わず、現在のヨーロッパ言語ではほぼ俗語的表現に限られる。英語などのオノマトペアには母音を変えた「アプラウト的畳語」（Zigzag、Flip-flop、Cling-clangなど）が多い。
上記とは別に、古代のラテン語、古代ギリシア語やゴート語などでは、動詞の完了相を表現するために動詞語根の最初の子音に母音eを加えた音節を語頭に添えることがある。これを特に古典語の文法用語では畳音（じょうおん）と呼ぶ。ギリシア語の動詞の完了相では畳音は規則的に出現する。畳音はまた、ごく一部の動詞で現在形に現れることがある。
ラテン語現在形 tango「私は触れる」、完了形 tetigi「私は触れた」
ギリシア語現在形 κλείω (kleiō)「私は閉める」、完了形 κέκλεικα (kekleika)「私は閉めた」:
タジク語では名詞の畳語が口語でしばしば用いられ、後続の語の頭子音をм (m)またはп (p)に変えることで「〜の類」「〜など」といったニュアンスの表現に用いられている。なおこれは後述のトルコ語を含むチュルク諸語と共通の語法である。
- бозор (bozor)「市場」→бозор-мозор (bozor-mozor)「市場の類、市場とか」
- чой(čoj)「茶」→чой-пой(čoj-poj)「茶の類、茶とか」

### エスペラント語
エスペラントでは畳語が忌避される傾向はない。
- fojfoje「時々、時おり」（foje 一度、ある時）
- finfine「とうとう」（fine 最後に）
- kune kun「一緒に」（kun 〜と共に）

### トルコ語
トルコ語の畳語は日本語のそれと同様に、副詞的な働きと、名詞の複数を表す働きがある。しかし、名詞の複数を表す場合、全く同じ形を重複させる例は少なく、二番目の動詞の語頭をmに変換または追加することで表す例が多い。
- 副詞的時間性を表す：sık sık （ちょくちょく）、ayrı ayrı （別々に）、ara ara（時折）
- 副詞的擬態を表す：pırıl pırıl（きらきら）、 fısıl fısıl（ひそひそ）

- 名詞の複数を表す：çesit çesit（種々の）、 ＜口語＞kim kim（人々の）

　※動詞をやや変形させて複数を表す：ekmek mekmek（パンやらなんやら）、gazete mazate（新聞やら雑誌やら）